# Молекула водню
Моле́кула во́дню — найпростіша хімічна молекула, що складається з двох атомів водню. До її складу входять два ядра хімічного елементу водню й два електрони. Внаслідок взаємодії між електронами утворюється ковалентний хімічний зв'язок. Окрім основної ізотопічної модифікації H2 існують різновиди, в яких один або обидва протії замінені іншими ізотопами водню — дейтерієм і тритієм: HD, HT, D2, DT, T2. Симетричність чи несиметричність молекули відіграє роль за її обертання.
Квантово-механічну теорію ковалентного зв'язку в молекулі водню розробили в 1927 році Вальтер Гайтлер і Фріц Лондон.

## Гамільтоніан
Гамільтоніан молекули водню H2 записується у вигляді
{\displaystyle {\hat {H}}=-{\frac {\hbar ^{2}}{2M}}\Delta _{R_{1}}-{\frac {\hbar ^{2}}{2M}}\Delta _{R_{2}}-{\frac {\hbar ^{2}}{2m}}\Delta _{r_{1}}-{\frac {\hbar ^{2}}{2m}}\Delta _{r_{2}}+{\frac {e^{2}}{|\mathbf {R} _{1}-\mathbf {R} _{2}|}}+{\frac {e^{2}}{|\mathbf {r} _{1}-\mathbf {r} _{2}|}}}
{\displaystyle -{\frac {e^{2}}{|\mathbf {R} _{1}-\mathbf {r} _{1}|}}-{\frac {e^{2}}{|\mathbf {R} _{1}-\mathbf {r} _{2}|}}-{\frac {e^{2}}{|\mathbf {R} _{2}-\mathbf {r} _{1}|}}-{\frac {e^{2}}{|\mathbf {R} _{2}-\mathbf {r} _{2}|}}},
де M — маса протона, m — маса електрона, {\displaystyle \mathbf {R} _{i}} — координати ядер, {\displaystyle \mathbf {r} _{i}} — координати електронів.
В адіабатичному наближенні задача про знаходження енергетичних станів молекули водню розбивається на два етапи. На першому етапі розглядається тільки електронна підсистема, а ядра вважаються зафіксованими в точках {\displaystyle \mathbf {R} _{1}} і {\displaystyle \mathbf {R} _{2}}.
Гамільтоніан електронної підсистеми має вигляд
{\displaystyle {\hat {H}}_{el}=-{\frac {\hbar ^{2}}{2m}}\Delta _{r_{1}}-{\frac {\hbar ^{2}}{2m}}\Delta _{r_{2}}+{\frac {e^{2}}{|\mathbf {r} _{1}-\mathbf {r} _{2}|}}-{\frac {e^{2}}{|\mathbf {R} _{1}-\mathbf {r} _{1}|}}-{\frac {e^{2}}{|\mathbf {R} _{1}-\mathbf {r} _{2}|}}-{\frac {e^{2}}{|\mathbf {R} _{2}-\mathbf {r} _{1}|}}-{\frac {e^{2}}{|\mathbf {R} _{2}-\mathbf {r} _{2}|}}},
Гамільтоніан молекули водню симетричний щодо змінних {\displaystyle \mathbf {r} _{1}} і {\displaystyle \mathbf {r} _{2}}, тобто не змінюється при зміні нумерації електронів. Крім того, він не залежить від спінових змінних.

## Хвильові функції

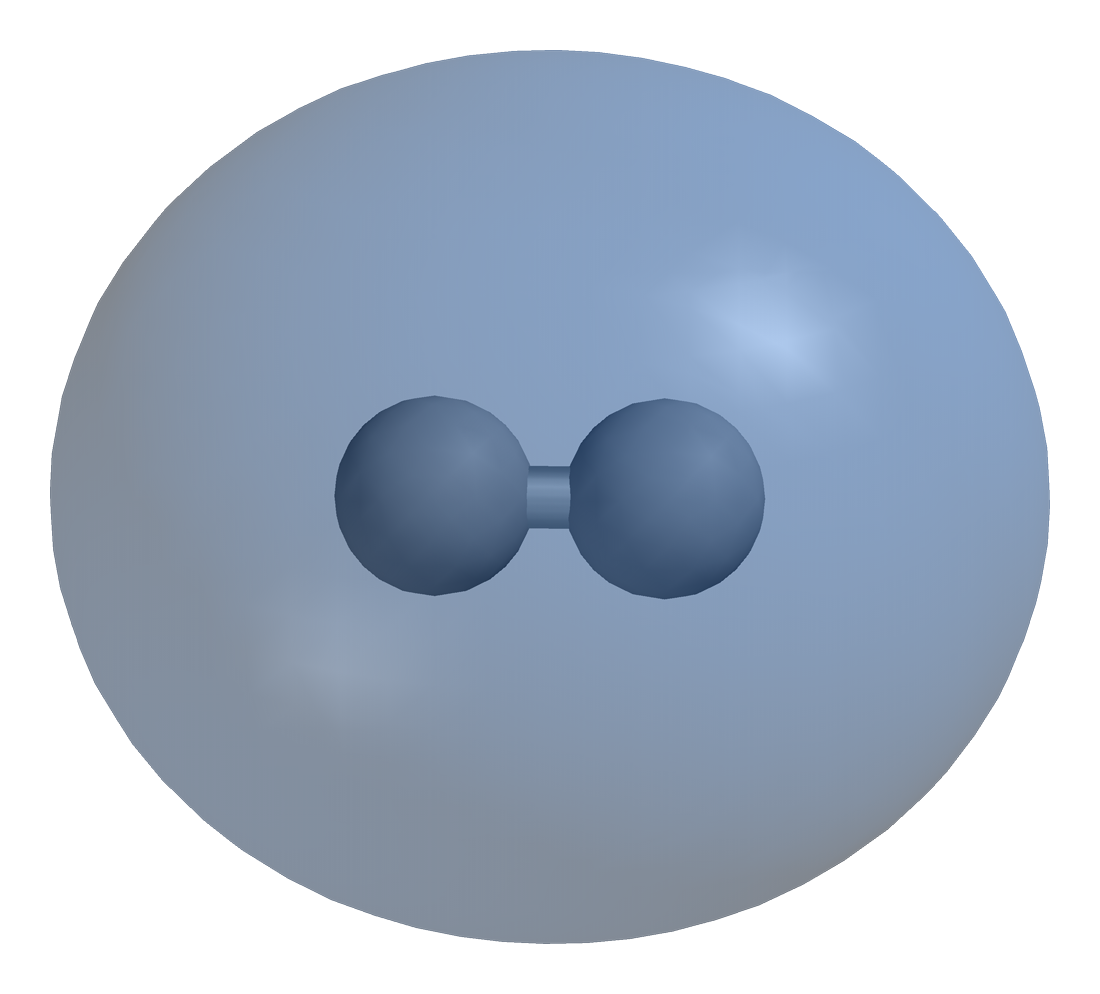
Схематичне зображення симетричної хвильової функції молекули водню й утворення ковалентного зв'язку

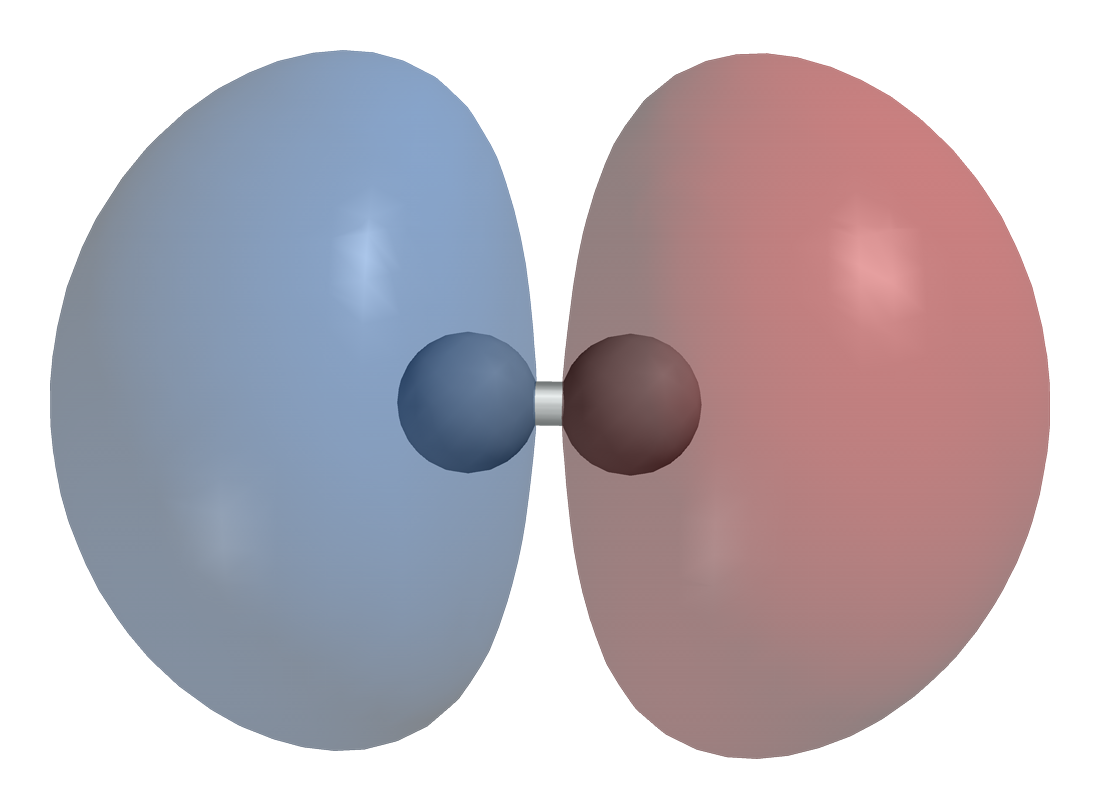
Схематичне зображення антисиметричної хвильової функції молекули водню

Виходячи з принципу нерозрізнюваності частинок і зважаючи на те, що електрони — ферміони, хвильова функція молекули водню повинна бути антисиметричною щодо перестановки електронів. Незалежність гамільтоніану від спінових змінних дозволяє вибрати її у вигляді добутку двох функцій, одна з яких залежить лише від координат і називається координатною хвильовою функцією, а друга залежить лише від спінів і називається спіновою функцією.
Існують два можливих типи спінових функцій для двох електронів — із паралельними спінами й антипаралельними спінами. Функції з паралельними спінами симетричні щодо перестановки електронів і утворюють триплетні стани, у яких сумарний спін дорівнює одиниці. Функції з антипаралельними спінами утворюють синглетні стани з нульовим сумарним спіном. Вони антисиметричні щодо перестановки електронів.
Оскільки хвильова функція електрона повинна бути антисиметиричною щодо перестановки, то вона може бути добутком або
- симетричної координатної функції на антисиметричну спінову функцію
- антисиметричної координатної функції на симетричну спінову функцію.

Симетрична й антисиметрична координатні функції основного стану в нульовому наближенні теорії збурень можна побудувати, виходячи з хвильових функцій основного стану атома водню {\displaystyle \psi _{1s}\,} (дивіться Хвильова функція основного стану атома водню).
- {\displaystyle \psi _{sym}={\frac {1}{\sqrt {2}}}\left(\psi _{1s1}(\mathbf {r} _{1})\psi _{1s2}(\mathbf {r} _{2})+\psi _{1s1}(\mathbf {r} _{2})\psi _{1s2}(\mathbf {r} _{1})\right)}
{\displaystyle \psi _{asym}={\frac {1}{\sqrt {2}}}\left(\psi _{1s1}(\mathbf {r} _{1})\psi _{1s2}(\mathbf {r} _{2})-\psi _{1s1}(\mathbf {r} _{2})\psi _{1s2}(\mathbf {r} _{1})\right)}

Перший член кожної з наведених хвильових функцій відповідає локалізації електрона, пронумерованого індексом 1, на атомі з індексом 1, а електрона, пронумерованого індексом 2, на атомі з індексом 2. Другий член відповідає ситуації, коли перший електрон належить другому атому, а другий — першому. При зміні нумерації електронів перша (симетрична) функція не змінюється, друга (антисиметрична) змінює знак.

## Енергія електронних станів
Енергія електронних станів знаходиться усередненням гамільтоніану на хвильових функціях
{\displaystyle {\mathcal {E}}=\int \psi ^{*}{\hat {H}}\psi dV_{1}dV_{2}}.
Для двох можливих хвильових функцій основного стану вона набирає вигляду
{\displaystyle {\mathcal {E}}_{sym/asym}=2E_{1s}+{\frac {e^{2}}{R}}+{\frac {Q\pm A}{1\pm S^{2}}}},
де {\displaystyle R=|\mathbf {R} _{1}-\mathbf {R} _{2}|} — віддаль між ядрами, {\displaystyle E_{1s}} — значення енергії основного стану атома водню, S — інтеграл перекриття, який визначається виразом
{\displaystyle S(R)=\int \psi _{1s}(|\mathbf {r} -\mathbf {R} _{1}|)\psi _{1s}(|\mathbf {r} -\mathbf {R} _{2}|)dV},
Q — кулонівський інтеграл, який дорівнює
{\displaystyle Q(R)=e^{2}\int \psi _{1s}^{2}(|\mathbf {r} _{1}-\mathbf {R} _{1}|)\psi _{1s}^{2}(|\mathbf {r} _{2}-\mathbf {R} _{2}|)\left[{\frac {1}{|\mathbf {r} _{1}-\mathbf {r} _{2}|}}-{\frac {1}{|\mathbf {r} _{1}-\mathbf {R} _{2}|}}-{\frac {1}{|\mathbf {r} _{2}-\mathbf {R} _{1}|}}\right]dV_{1}dV_{2}},
A — обмінний інтерграл, що дорівнює
{\displaystyle A(R)=e^{2}\int \psi _{1s}(|\mathbf {r} _{1}-\mathbf {R} _{1}|)\psi _{1s}(|\mathbf {r} _{2}-\mathbf {R} _{2}|)\psi _{1s}(|\mathbf {r} _{2}-\mathbf {R} _{1}|)\psi _{1s}(|\mathbf {r} _{1}-\mathbf {R} _{2}|)\left[{\frac {1}{|\mathbf {r} _{1}-\mathbf {r} _{2}|}}\right.}
{\displaystyle \left.-{\frac {1}{|\mathbf {r} _{1}-\mathbf {R} _{2}|}}-{\frac {1}{|\mathbf {r} _{2}-\mathbf {R} _{1}|}}\right]dV_{1}dV_{2}}.
Енергія молекули водню складається з подвоєної енергії атома водню, енергії кулонівського відштовхування між ядрами й членів, які визначають взаємодію електронів між собою та з іншим ядром. У залежності від спінового стану в формулі для {\displaystyle {\mathcal {E}}} потрібно вибирати знак «+» чи знак «-». Знак «+» відповідає синглетному стану, знак «-» — триплентому.
Величина Q(R)  — це середня енергія кулонівської взаємодії між двома електронами й електронів із «чужим ядром». Величина A(R) визначає вклад у енергію обмінної взаємодії, аналога якій у класичній фізиці немає. Саме цей член визначає суттєву відмінність між синглетними й триплетними станами.

## Залежність енергії основного стану від віддалі між ядрами

### Ковалентний зв'язок

Енергія взаємодії атомів у молекулі водню для синглетного (суцільна лінія) й триплетного (штрихова лінія) станів.

Обмінний інтеграл для молекули водню в певному діапазоні віддалей між атоми від'ємний. Як наслідок, для синглетних станів він забезпечує додаткове притягання між ядрами атомів, а для триплетних — додаткове відштовхування. Додаткове притягання зумовлює появу мінімуму електронної енергії на віддалі приблизно у півтора радіусів Бора (що відповідає приблизно 75 пм). Цей мінімум виникає тільки для синглетного стану, тобто для антипаралельних спінів. Таким чином встановлюється ковалентний зв'язок між атомами. Електрони двох атомів водню «спарюються».
Довжина зв'язку в молекулі водню становить 74,14 пм, а енергія зв'язку — 453,6 кДж/моль. Цікаво, що довжина зв'язку в молекулі, що складається з двох атомів дейтерію 2Н (нукліда водню) залишається практично тією ж, тоді як енергія зв'язку менша і становить 447,3 кДж/моль.

### Насичення ковалентного зв'язку
Для паралельних спінів, тобто для триплетного стану, додатковий додатній вклад в енергію призводить до того, що атоми відштовхуються на будь-якій віддалі. Цим пояснюється насичення ковалентного зв'язку. Молекула водню може складатися лише з двох атомів. Третій атом водню не може встановити зв'язок із молекулою, бо його спін неодмінно буде паралельним бодай одному із спінів електронів у складі молекули. Паралельність спінів призводить до відштовхування між ядрами на будь-якій віддалі.
Необхідно зазначити, що на великій віддалі між атомами вони притягуються в будь-яких станах завдяки ван-дер-Ваальсовій взаємодії, яка, проте, набагато слабша за ковалентий зв'язок. Ван-дер-Ваальсова взаємодія не враховується в наведеній теорії, оскільки вимагає розгляду збуджених станів вищих за 1s-орбіталь.

## Рух ядер в молекулі водню
Гамільтоніан, що описує відносний рух двох ядер у молекулі водню має вигляд
{\displaystyle {\hat {H}}_{nucl}=-{\frac {\hbar ^{2}}{2\mu R^{2}}}{\frac {\partial }{\partial R}}\left(R^{2}{\frac {\partial }{\partial R}}\right)+{\frac {{\hat {L}}^{2}}{2\mu R^{2}}}+{\mathcal {E}}_{sym}(R)},
де {\displaystyle \mu =M/2} — зведена маса двох ядер, {\displaystyle {\mathcal {E}}_{sym}(R)} — залежна від віддалі між ядрами енергія синглетного електронного стану, визначена в попередньому розділі. {\displaystyle {\hat {L}}} — оператор кутового моменту, який описує обертання молекули.

### Обертання
Оператор кутового моменту комутує з гамільтоніаном, тому власні функції гамільтоніана можна вибрати спільними із власними функціями оператора кутового моменту, тобто сферичними гармоніками:
{\displaystyle {\hat {L}}^{2}Y_{lm}=\hbar ^{2}l(l+1)Y_{lm}}.
Вклад обертання у енергію молекули дорівнює
{\displaystyle E_{rot}={\frac {\hbar ^{2}l(l+1)}{2\mu R^{2}}}}.
Цей вклад малий, бо маси ядер набагато більші від маси електрона. Він залежить від віддалі між ядрами R. При коливаннях ядер ця віддаль змінюється, тому обертальний рух, строго кажучи, неможливо відділити від коливного. Проте при малих l й при малих енергіях коливного руху, можна вважати що R дорівнює певному середньому значенню.
Обертові рівні вироджені щодо «магнітного квантового числа» ml. Кратність виродження 2l+1.

### Коливання атомів
В околі мінімімуму функцію {\displaystyle {\mathcal {E}}_{sym}(R)+{\frac {\hbar ^{2}l(l+1)}{2\mu R^{2}}}} можна розкласти в ряд Тейлора, обмежившись лише квадратичним членом.
{\displaystyle U(R)\approx {\mathcal {E}}_{sym}(R)+{\frac {\hbar ^{2}l(l+1)}{2\mu R^{2}}}={\mathcal {E}}(R_{0})+{\frac {\hbar ^{2}l(l+1)}{2\mu R_{0}^{2}}}+{\frac {\mu \omega ^{2}}{2}}(R-R_{0}^{2})},
де
{\displaystyle \mu \omega ^{2}=\left.{\frac {d^{2}U}{dR^{2}}}\right|_{R=R_{0}}}
Таким чином, задача про енергетичні стани коливання ядер зводиться до задачі квантового гармонічного осцилятора. Отже для найнижчих коливних і обертових рівнів енергія молекули водню дорівнює
{\displaystyle E_{s,n,l}={\mathcal {E}}_{sym}(R_{0})+{\frac {\hbar ^{2}l(l+1)}{2\mu R^{2}}}+\hbar \omega \left(v+{\frac {1}{2}}\right)},
де {\displaystyle v=0,1\ldots } — коливне квантове число.
Найнижча енергія коливання {\displaystyle {\frac {\hbar \omega }{2}}} відповідає нульовим коливанням.
За великих значень квантових чисел n та l коливний і обертовий рух розділити неможливо.
Таким чином, енергію молекули за малих квантових чисел можна записати у вигляді трьох доданків — електронного, коливного та обертального:
{\displaystyle E_{s,n,l}=E_{el}+E_{v}+E_{r}}
Малим параметром задачі є відношення маси електрона до маси протона. Електронний доданок не залежить від цього відношення, коливний пропорційний {\displaystyle {\sqrt {m/M}}}, обертовий пропорційний {\displaystyle m/M}. Тому
{\displaystyle E_{el}\gg E_{v}\gg E_{r}}.
Як наслідок електронний рівень розщеплюється на декілька коливних, кожен із яких в свою чергу розщеплюється на обертові. Оскільки енергії обертових рівнів близькі, то в оптичних спектрах вони зливаються в смуги — виникає смугастий спектр, який спостерігається для молекули HD — для симетричної молекули H2 переходи між орбітальними та коливними рівнями заборонені правилами відбору, тому вона не поглинає в інфрачервоній області.

## Пара- і ортоводень

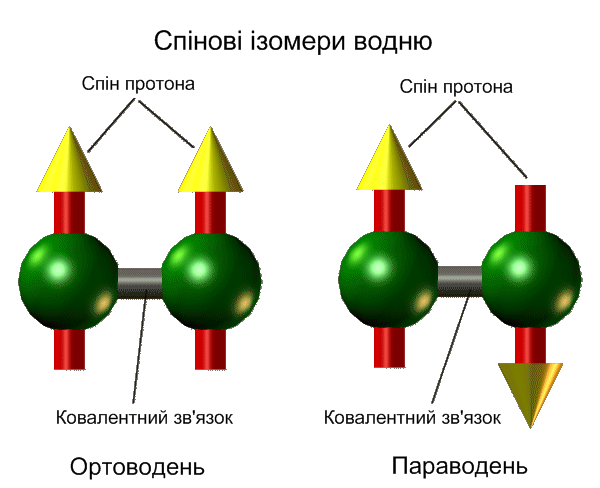
Схематичне зображення спінових ізомерів водню

Ядра атомів водню, що входять до складу молекули, є протонами — ферміонами зі спіном 1/2. За правилами додавання спінів сумарний ядерний спін молекули може бути 0 або 1. Молекули водню із сумарним ядерним спіном 0 називають параводнем, молекули водню із сумарним ядерним спіном 1 і трьома можливими проєкціями: −1, 0, 1, називають ортоводнем. У стані термодинамічної рівноваги за кімнатної температури співвідношення між ортоводнем і параводнем становить 3:1. Однак за низьких температур у стані термодинамічної рівноваги молекули параводню домінують завдяки різним обертальним властивостям: параводень є симетричним ротатором, ортоводень — несиметричним ротатором. Перехід ортоводню в параводень — повільний процес, і стан термодинамічної рівноваги за низьких температур встановлюється довго.